# Astatumen bartosi
Astatumen bartosi är en djurart som tillhör fylumet trögkrypare, och som först beskrevs av Barbara Wêglarska 1959.  Astatumen bartosi ingår i släktet Astatumen och familjen Hypsibiidae. Inga underarter finns listade i Catalogue of Life.